# 原元辰
原 元辰（はら もととき、慶安元年（1648年）- 元禄16年2月4日（1703年3月20日））は、江戸時代前期の武士。赤穂浪士四十七士の一人。通称は惣右衛門（そうえもん）。変名は、和田元真、前田善蔵。

## 生涯

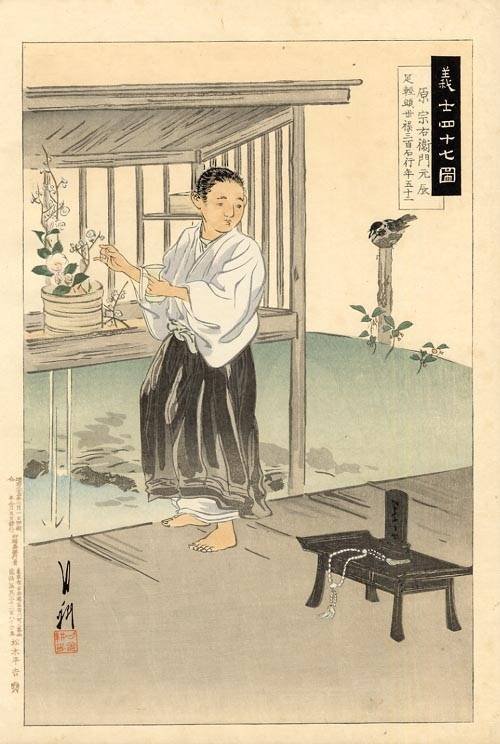
『義士四十七図　惣右衛門元辰』（尾形月耕画）

慶安元年（1648年）、米沢藩主・上杉綱勝家臣（馬廻り100石）のち大聖寺藩主・前田利治家臣（長松院付き）・原定辰の長男として誕生。母は和田将監（小笠原家家臣）の娘。弟に和田喜六（母の実家・和田氏を継ぐ）と岡島常樹（赤穂義士）。
父・定辰は承応3年（1654年）頃に台所役人として不始末があって前田家を追放されて浪人するが、延宝3年（1675年）、元辰は赤穂藩主・浅野長直に仕官し、後に弟の常樹も赤穂藩に仕えた。延宝7年（1679年）、赤穂藩士・長沢六郎右衛門の娘を妻に迎え、彼女との間に1男4女を儲けたが、元禄5年（1692年）に妻は双生児出産のために死去したという。後妻として水野七郎右衛門（姫路藩本多家家臣）の娘を迎えた。元禄6年（1693年）の分限帳には250石を受けており、元禄10年（1697年）8月14日、50石加増されて都合300石、また足軽頭に就任した。
元禄14年（1701年）3月14日、勅使御馳走役にあたっていた主君・浅野長矩が江戸城松之大廊下で吉良義央に刃傷に及んだ。事変が起きたときは伝奏屋敷に詰めており、伝奏屋敷からの退去の指揮をとり、浅野家の什器類を運び出した。その手際のよさに江戸幕府の目付は感心したという。その夜、大石信清とともに第二の使者として早駕籠で赤穂へ向かった。通常15日の道程を4日で走破し、3月19日、浅野長矩切腹の報を赤穂へ知らせた。家老・大石良雄は総登城を命じ、連日評定が行われた。評定は篭城討死か開城恭順かで対立し、元辰は開城恭順を主張して大石に異議を申し立てる家老・大野知房に詰め寄り退去させている。
赤穂城明け渡し後は大坂に住み、大石良雄の御家再興運動を補佐し、同年9月には仇討ちを主張する急進派を説得するため大高忠雄らと江戸へ下った。ところが逆に堀部武庸らに同調して急進派の中心となり、京都山科に赴き大石に仇討ちの決行を迫っている。なお、仇討ちを決行しようとしない大石に業を煮やした急進派は一時、元辰を旗頭に討ち入りを図ったといわれている。元禄15年（1702年）7月、幕府は浅野長矩の実弟・浅野長広の広島宗家永預けの処分を決め、御家再興の望みはなくなった。これを受けて、京都円山の会議にて大石は仇討ちを決定すると、同年10月に元辰は岡島常樹、間光延らと江戸へ下る。
12月14日の吉良邸討ち入りでは、表門隊に属し、大石良雄を助けて司令にあたった。武林隆重が吉良を討ち取り、間光興が首をはねた。元辰は邸内侵入の際に屋根から滑って足を捻挫したため、泉岳寺への引き上げの際は駕籠に乗せられている。
細川綱利屋敷へお預けとなり、世話役の堀内伝右衛門に「寺坂は討ち入り時には逐電して、逃げてしまった」と寺坂が吉良邸には来なかった旨を述べている。
元禄16年（1703年）2月4日、幕府の命により細川家家臣増田貞右衛門の介錯により切腹。享年56。泉岳寺に埋葬された。法名は、刃峰毛劔信士。

## 子孫
- 長男の儀左衛門道善（つねよし）は、討ち入りに反対し、父・元辰と義絶。上洛して祇園の門前で漢方医「了郭」となった。漢方薬「御香煎」（現在は香料の扱い）を製造・販売する「原了郭」は現在まで続く。広島の原家が絶えたため現当主（初代・了郭から13代目）が原宗家となっているが、泉岳寺とは絶縁している。
- 養子の兵太夫も討ち入りに反対し、養子縁組を解除。旧主・本多中務大輔家に戻った。
- 切腹の折、3歳だった次男は、連座を避けるため出家して「春好」と名乗る。享保8年（1725年）、25歳で還俗して「惣八郎」と改める。広島藩浅野本家に250石にて召抱えられる。元辰の菩提を弔うための供養墓が福昌山 圓隆寺に建てられた。後年の広島藩浅野家「侍帳」に原氏がみられないため、絶家もしくは上杉家中のように山田姓などに改めた可能性がある。昭和20年（1945年）8月6日の原爆投下で元辰や原一族の墓は全焼全壊した。寺再建の際に元辰の妻・水野氏、惣八郎とまとめて縮小され、一基で「原家」の墓（遺体の埋葬を伴わない供養塔）とされた。
- 赤穂事件により罪が及ぶ連座を避けるため、元辰は上杉家に残る原一族を義絶している。従兄弟の子孫が米沢藩士（中士100石など）として続いている（原姓のほか鳥羽・山田氏がみられる）[5]。

## 遺品
- 元辰の遺品のうち刀「広国二尺九寸」、真筆の辞世などは熊本藩が継承していたが、細川重賢が投棄し散佚。
- 衣類・武具装備は泉岳寺の住職が無断で売却し、寺の費用に充てたため行方不明となった。21世紀になり、元辰が使った可能性のある脇差が発見され、赤穂大石神社は真贋鑑定ののち公開予定と発表した[6]。
- 明治天皇が元辰の刀を愛用しており、のちに昭和天皇が宮中の午餐会で大日本帝国海軍の将校達に披露したという[7]。

## 創作・巷説
仇討ちを決行しない元辰を老母が自害して諌めたという話がこんにちに伝わっているが、後世の創作である。史実における母（和田帯刀娘）は討ち入りに反対する和田喜六（元辰の実弟。母の実家・和田氏を継ぐ）を頼り、元辰のもとを去っている。